# Чорна Натопа
Чорна Натопа — річка в Білорусі у Мстиславському районі Могильовської області. Права притока річки Сож (басейн Дніпра).

## Опис
Довжина річки 49 км, похил річки 1,1 м/км, площа басейну водозбору 646 км², середньорічний стік 2,8 м³/с. Формується притоками та безіменними струмками.

## Розташування
Бере початок за 1,5 км на північній стороні від села Пясковічи. Тече переважно на південний схід і за 1,5 км на південно-східній стороні від села Сілець впадає в річку Сож, ліву притоку річки Дніпра.